# Lohara
|  | Per a altres significats, vegeu «Lohara Sahaspur». |

Lohara fou un estat tributari protegit del tipus zamindari al districte de Raipur a les Províncies Centrals actualment Chhattisgarh. El formaven 120 pobles amb una superfície de 943 km², en gran part muntanya i jungla, més muntanyós cap al nord on la muntanya Dalli Pahar arriba a més de 600 metres. Estava irrigat pels rius Tendula i Karkara, i molts altres rierols. La població el 1881 era de 30.134 habitants. La capital era Lohara. El zamindari era d'ètnia gond, i els seus avantpassats van obtenir el territori el 1538 a canvi de serveis militars al rajà de Ratanpur.